# Kendall Rhine
Kendall Lee Rhine (ur. 13 lutego 1943 w Eldorado, zm. 16 marca 2022) – amerykański koszykarz, występujący na pozycji środkowego.

## Osiągnięcia
Na podstawie, o ile nie zaznaczono inaczej.
NCAA
- Zaliczony do:
  - I składu konferencji Southwest (SWC – 1963, 1964)
  - Galerii Sław Sportu klubu Rice Owls (1976)[4]

AAU
- Wicemistrz AAU (1966)
- Zaliczony do I składu AAU All-American (1966)

Reprezentacja
- Mistrz igrzysk panamerykańskich (1967)[5]
- Uczestnik mistrzostw świata (1967 – 4 miejsce)[6]